# Hesperia (Michigan)
Hesperia is een plaats (village) in de Amerikaanse staat Michigan, en valt bestuurlijk gezien onder Newaygo County en Oceana County.

## Demografie
Bij de volkstelling in 2000 werd het aantal inwoners vastgesteld op 954.
In 2006 is het aantal inwoners door het United States Census Bureau geschat op 984, een stijging van 30 (3.1%).

## Geografie
Volgens het United States Census Bureau beslaat de plaats een oppervlakte van
2,2 km², waarvan 2,1 km² land en 0,1 km² water. Hesperia ligt op ongeveer 210 m boven zeeniveau.

## Plaatsen in de nabije omgeving
De onderstaande figuur toont nabijgelegen plaatsen in een straal van 28 km rond Hesperia.